# Хонас Гутьєррес
Хонас Гутьєррес (ісп. Jonás Gutiérrez, нар. 5 липня 1983, Саенс-Пенья) — аргентинський футболіст, півзахисник клубу «Індепендьєнте».
Насамперед відомий виступами за «Мальорку» та «Ньюкасл Юнайтед», а також національну збірну Аргентини.

## Клубна кар'єра
Народився 5 липня 1983 року в місті Саенс-Пенья. Вихованець футбольної школи клубу «Велес Сарсфілд». Дорослу футбольну кар'єру розпочав 2001 року в основній команді того ж клубу, в якій провів чотири сезони, взявши участь у 99 матчах чемпіонату. Більшість часу, проведеного у складі «Велес Сарсфілда», був основним гравцем команди.
Своєю грою за цю команду привернув увагу представників тренерського штабу іспанської «Мальорки», до складу якого приєднався влітку2005 року. Відіграв за клуб з Балеарських островів наступні три сезони своєї ігрової кар'єри. Граючи у складі «Мальорки» також здебільшого виходив на поле в основному складі команди.
До складу англійського «Ньюкасл Юнайтед» приєднався 2 липня 2008 року, уклавши п'ятирічний контракт, який згодом було продовжено. Протягом п'яти сезонів стабільно виходив в основному складі команди. Восени 2013 року в Гутьєрреса було знайдено доброякісну пухлину і гравець був прооперований. На початку 2014 року для відновлення ігрових кондицій був відданий в оренду до «Норвіч Сіті», в якому, втім, травмувався і провів лише чотири гри. У лютому 2014 року, повернувшись до Ньюкасла знову почав потрапляти до складу «сорок», проте лише фрагментарно. Наприкінці сезону 2014/15 отримва статус вільного агента, відігравши до цього за «Ньюкасл Юнайтед» 187 матчів у національному чемпіонаті.
1 вересня 2015 на умовах однорічного контракту став гравцем іспанського «Депортіво» (Ла-Корунья).

## Виступи за збірну
11 вересня 2007 року дебютував в офіційних матчах у складі національної збірної Аргентини в товариському матчі проти збірної Австралії.
У складі збірної був учасником чемпіонату світу 2010 року у ПАР.
Викликався до національної команди до 2011 року, провівши загалом у її формі 22 матчі і забивши 1 гол.

## Статистика

### Клубна
Станом на 14 травня 2012 року
| Чемпіонат                   | Чемпіонат                   | Чемпіонат                   | Ліга | Ліга | Кубок         | Кубок         | Кубок ліги            | Кубок ліги            | Континет. змаг.  | Континет. змаг.  | Всього | Всього |
| Сезон                       | Клуб                        | Ліга                        | Ігри | Голи | Ігри          | Голи          | Ігри                  | Голи                  | Ігри             | Голи             | Ігри   | Голи   |
| Аргентина                   | Аргентина                   | Аргентина                   | Ліга | Ліга | Кубок         | Кубок         | Кубок Ліги            | Кубок Ліги            | Південна Америка | Південна Америка | Всього | Всього |
| --------------------------- | --------------------------- | --------------------------- | ---- | ---- | ------------- | ------------- | --------------------- | --------------------- | ---------------- | ---------------- | ------ | ------ |
| 2000-01                     | «Велес Сарсфілд»            | Прімера Дивізіон            |      |      |               |               |                       |                       |                  |                  |        |        |
| 2001-02                     | «Велес Сарсфілд»            | Прімера Дивізіон            | 17   | 1    |               |               |                       |                       |                  |                  |        |        |
| 2002-03                     | «Велес Сарсфілд»            | Прімера Дивізіон            | 22   | 1    |               |               |                       |                       |                  |                  |        |        |
| 2003-04                     | «Велес Сарсфілд»            | Прімера Дивізіон            | 27   | 0    |               |               |                       |                       |                  |                  |        |        |
| 2004-05                     | «Велес Сарсфілд»            | Прімера Дивізіон            | 33   | 0    |               |               |                       |                       |                  |                  |        |        |
| Всього за «Велес Сарсфілд»  | Всього за «Велес Сарсфілд»  | Всього за «Велес Сарсфілд»  | 99   | 2    |               |               |                       |                       |                  |                  |        |        |
| Іспанія                     | Іспанія                     | Іспанія                     | Ліга | Ліга | Кубок Іспанії | Кубок Іспанії | Кубок іспанської ліги | Кубок іспанської ліги | Європа           | Європа           | Всього | Всього |
| 2005-06                     | «Мальорка»                  | Ла Ліга                     | 30   | 2    | 0             | 0             | 0                     | 0                     | 0                | 0                | 30     | 2      |
| 2006-07                     | «Мальорка»                  | Ла Ліга                     | 36   | 3    | 2             | 0             | 0                     | 0                     | 0                | 0                | 38     | 3      |
| 2007-08                     | «Мальорка»                  | Ла Ліга                     | 30   | 0    | 6             | 0             | 0                     | 0                     | 0                | 0                | 36     | 0      |
| Всього за «Мальорку»        | Всього за «Мальорку»        | Всього за «Мальорку»        | 96   | 5    | 8             | 0             | 0                     | 0                     | 0                | 0                | 104    | 5      |
| Англія                      | Англія                      | Англія                      | Ліга | Ліга | Кубок Англії  | Кубок Англії  | Кубок Футбольної Ліги | Кубок Футбольної Ліги | Європа           | Європа           | Всього | Всього |
| 2008-09                     | «Ньюкасл Юнайтед»           | Прем'єр-ліга                | 30   | 0    | 2             | 0             | 1                     | 0                     | 0                | 0                | 33     | 0      |
| 2009-10                     | «Ньюкасл Юнайтед»           | Чемпіоншіп                  | 37   | 4    | 3             | 0             | 1                     | 0                     | 0                | 0                | 41     | 4      |
| 2010-11                     | «Ньюкасл Юнайтед»           | Прем'єр-ліга                | 37   | 3    | 0             | 0             | 2                     | 0                     | 0                | 0                | 39     | 3      |
| 2011-12                     | «Ньюкасл Юнайтед»           | Прем'єр-ліга                | 37   | 2    | 2             | 1             | 1                     | 0                     | 0                | 0                | 40     | 3      |
| Всього за «Ньюкасл Юнайтед» | Всього за «Ньюкасл Юнайтед» | Всього за «Ньюкасл Юнайтед» | 141  | 9    | 7             | 1             | 5                     | 0                     | 0                | 0                | 153    | 10     |
| Всього за кар'єру           | Всього за кар'єру           | Всього за кар'єру           | 336  | 16   | 15            | 1             | 5                     | 0                     | 0                | 0                | 356    | 17     |

## Титули і досягнення
- Чемпіон Південної Америки (U-20): 2003
- Чемпіон Аргентини (1):

«Велес Сарсфілд»: Клаусура 2005